# Phaenomys ferrugineus
Phaenomys ferrugineus és una espècie de mamífer rosegador de la família dels cricètids. És endèmic del sud del Brasil. Probablement es tracta d'un animal arborícola. Els seus hàbitats naturals són els boscos de plana i les vores dels boscos. El 1998 se'n trobà un exemplar viu per primera vegada en sis dècades. Està amenaçat per la destrucció i fragmentació del seu medi.